# Monflorite-Lascasas
Monflorite-Lascasas (em aragonês: Monflorite-As Casas) é um município da Espanha, na província de Huesca, comunidade autónoma de Aragão. Tem 29,20 km² de área e em 2021 tinha 432 habitantes (densidade: 14,8 hab./km²). Pertence à comarca de Hoya de Huesca, e limita com os municípios de Huesca, Alcalá del Obispo, Albero Bajo, Albero Alto e Loporzano.